# Saint-Benin
Saint-Benin là một xã ở tỉnh Nord ở miền bắc nước Pháp. Xã này có diện tích 4,66 kilômét vuông, dân số năm 1999 là 364 người. Khu vực này có độ cao từ 97-153 mét trên mực nước biển.